# Danny Masterson
Daniel Peter „Danny” Masterson (ur. 13 marca 1976 na Long Island) – były amerykański aktor filmowy i telewizyjny, skazany gwałciciel. Najlepiej znany z roli Stevena Hyde w sitcomie Różowe lata siedemdziesiąte (1998–2006) i jako Jameson „Rooster” Bennett w serialu The Ranch (2016–2018), udostępnionym na stronie internetowej platformy Netflix. Występował także w sitcomach: Cybill jako Justin i Roseanne jako Jimmy.
W maju 2023 roku Masterson został uznany winnym gwałtu na dwóch kobietach w 2003 roku. We wrześniu 2023 roku został skazany na 30 lat więzienia. Masterson jest członkiem Kościoła Scjentologicznego, podobnie jak jego ofiary w czasie napaści. Próby uciszenia ofiar przez Kościół Scjentologiczny i jego późniejsze ingerencje doprowadziły do 20-letniego opóźnienia w doprowadzeniu sprawców do odpowiedzialności. 
Obecnie odsiaduje wyrok w California Men's Colony.

## Życiorys
Urodził się na wyspie Long Island w Nowym Jorku jako syn Carol, menedżerki, i Petera Mastersona, agenta ubezpieczeniowego. Wychowywał się w East Williston i Garden City, gdzie uczył się w Garden City High School. Przez jeden semestr uczęszczał do Pasadena Art Center, ale praca przeszkadzała w uczęszczaniu na zajęcia. Jego młodszy brat Christopher Masterson to również aktor, grał w serialu Zwariowany świat Malcolma i komedii Straszny film 2.
Gościł kilkukrotnie w programach Punk'd i Mad TV. Został współwłaścicielem Dolce, restauracji założonej wraz z innymi gwiazdorami Różowych lat siedemdziesiątych – Ashtonem Kutcherem i Wilmerem Valderramą. 
Pojawił się jako Hyde w teledysku Cheap Trick „Out In the Street” (1999) i jako DJ w wideoklipie Eduardo Fresco i Claytona Vice „The Way I Fiesta” (2011).
Często występuje jako DJ w nocnych klubach w Los Angeles pod pseudonimem DJ Donkey Punch. Jest jednym z prowadzących program radiowy o nazwie Feel My Heat w stacji Indie 103.1 w LA. 
Masterson jest członkiem Kościoła Scjentologów. W grudniu 2005 współpracował w kampanii promującej otwarcie kontrowersyjnego muzeum scjentologów o nazwie Psychiatria: Przemysł Śmierci, w którym znaleźć można próby rozwinięcia teorii konspiracyjnej wiążącej Adolfa Hitlera ze spiskiem psychiatrów próbujących osiągnąć dominację nad światem.
Od 2005 spotykał się z aktorką Bijou Phillips. W 2009 zaręczyli się, a 18 października 2011 wzięli ślub. Mają córkę (ur. 14 lutego 2014). We wrześniu 2023 Philips złożyła pozew o rozwód.
We wrześniu 2023 roku został uznany winnym dwóch gwałtów na byłych członkiniach Kościoła Scjentologicznego, których dokonał na początku lat 2000. Został skazany na minimum 30 lat więzienia, po tym czasie będzie mógł ubiegać się o zwolnienie warunkowe.

## Filmografia
- 1993: Beethoven 2 (Beethoven’s 2nd) jako Seth
- 1995: Bye Bye, Love jako Mikey
- 1997: Star Kid jako Kevin, chłopak Stacey
- 1997: Bez twarzy (Face/Off) jako Karl
- 1997: Ten pierwszy raz (Trojan War) jako Seth
- 1998: Too Pure jako Tipper
- 1998: Oni (The Faculty)
- 1998: Wild Horses jako Danny
- 1999: Dirt Merchant jako Dirt Merchant
- 2000: Dracula 2000 jako Nightshade
- 2001: Alex in Wonder jako Patrick
- 2002: Hold On
- 2002: Hip, Edgy, Sexy, Cool
- 2002: Comic Book Villains jako Conan
- 2006: You Are Here jako Derek
- 2006: Puff, Puff, Pass jako Larry
- 2007: Capers jako Fitz
- 2007: Ciastko z niespodzianką (Smiley Face) jako Steve
- 2008: Jestem na tak (Yes Man) jako Rooney
- 2016: Impuls jako Neil

### Telewizja
- 1988: Gliniarz i prokurator (Jake and the Fatman) jako Butch
- 1993: Joe’s Life jako Leo Gennaro
- 1994: Roseanne jako Jimmy
- 1994–1997: Nowojorscy gliniarze (1994) jako John
- 1995: Extreme jako Skeeter
- 1996: American Gothic jako Ray
- 1996: Seduced by Madness: The Diane Borchardt Story (film TV) jako Seth
- 1996: Tracey bierze na tapetę (Tracey Takes On...) jako King
- 1996: Ich pięcioro (Party of Five) jako Matt
- 1996: Her Last Chance (film TV) jako Ryan
- 1996–1998: Cybill jako Justin Thorpe
- 1997: Sliders jako Renfield
- 1998–2006: Różowe lata siedemdziesiąte (That '70s Show) jako Steven Hyde
- 2001: Strange Frequency (film TV) jako Randy (segment Disco Inferno)
- 2001: Uziemieni (Grounded for Life) jako Vince
- 2002–2004: Mad TV - różne role
- 2003: Bobby kontra wapniaki (King of the Hill) jako Cory (głos)
- 2003: Robot Chicken - głosy
- 2005: Ekipa (Entourage) w roli samego siebie
- 2006: Kim Kolwiek (Kim Possible) jako Quinn (głos)
- 2011: Białe kołnierzyki (White Collar) jako James Roland
- 2011: Dorastająca nadzieja (Raising Hope) jako przyjaciel Lucy
- 2012: Super ninja jako Limelight/ Lemuel Lightner
- 2012–2014: Męska robota (Men at Work) jako Milo Foster
- 2013: Przystań (Haven) jako Anderson Harris
- 2014: Bananowy doktor (Royal Pains) jako David Van Dyke
- 2016: WWE Raw w roli samego siebie
- 2016–2018: The Ranch jako Jameson „Rooster” Bennett
- 2016: Easy jako przyjaciel Annie